# Canal de sodi
Els canals de sodi són proteïnes integrals de membrana que formen canals d'ions, de manera que condueixen ions de sodi a través de la membrana plasmàtica celular. Estan classificats segons el motiu que desencadena l'obertura del canal de deixar passar els ions: un canvi en el voltatge que envolta la membrana (canals de sodi dependents del voltatge) o la lligadura d'una substància (lligand) al canal (canals de sodi dependents del lligand).
En cèl·lules excitables com les neurones, els músculs i certs tipus de cèl·lules glials els canals d'ions són responsables de la fase de creixement dels potencials d'acció

## Dependents del voltatge

### Estructura

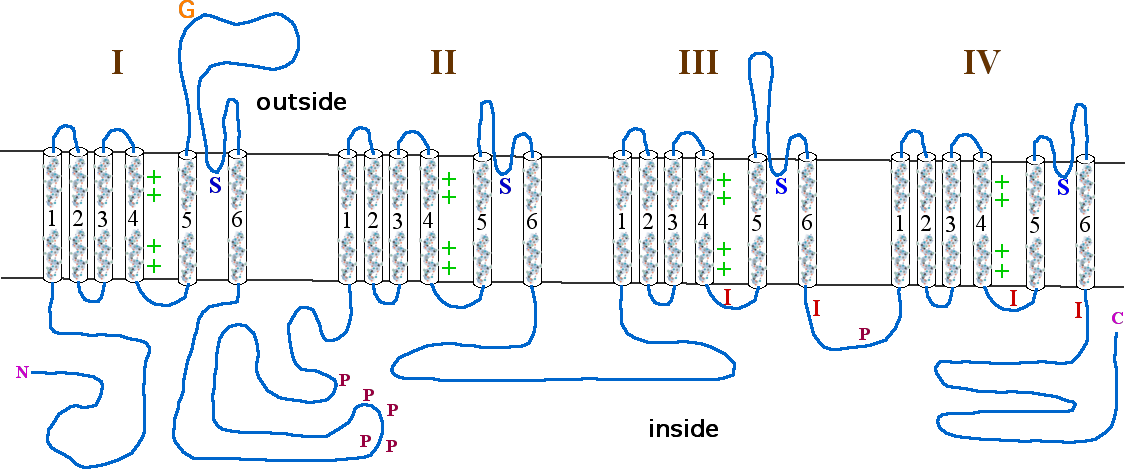
Diagrama de la subunitat α d'un canal de sodi sensible al voltatge. G - glicosilació, P - fosforilació, S – Selectivitat de l'ió, I - inactivació, les càrregues positives (+) en la subunitat S4 són importants per a sentir el voltatge a través de la membrana.

Els canals d'ions sovint poder ser aïllats de les cèl·lules com un complex de dos subunitats de proteïnes, α i β. La subunitat α és el nucli del canal. Generalment només és necessària aquesta subunitat per a la conducció dels ions de Na+ quan són dependents del voltatge. Quan les dues subunitats s'uneixen, el complex que en surt pot exhibir alteracions en la dependència del voltatge i la localització cel·lular.
La subunitat α conté 4 dominis repetits, anomenats d'I a IV, cadascun dels quals conté sis regions que travessen la membrana, anomenades de S1 a S6. La regió S4 és altament conservada en diferents canals i és la que actua com a sensora del voltatge. La sensitivitat d'aquest canal prové dels aminoàcids localitzats cada 3 posicions. Quan aquesta regió és estimulada per un canvi en el voltatge de la membrana, es mou cap a la zona exterior de la membrana cel·lular, permetent així que el porus deixi entrar els ions. Els ions passen a través d'un porus que conté dues regions. La regió més exterior és la que es troba entre els segments S5 i S6 (P-loop), i és la responsable de la selectivitat del tipus d'ió que entra. La regió més interna està composta per la combinació dels segments S5 i S6 dels 4 dominis. La zona que lliga els dominis III i IV també és important per a la funció del canal, ja que tanca el porus després d'una prolongada activació deixant-lo inactiu.